# Paropomala pallida
Paropomala pallida är en insektsart som beskrevs av Bruner, L. 1904. Paropomala pallida ingår i släktet Paropomala och familjen gräshoppor. Inga underarter finns listade i Catalogue of Life.